# Elephantomyia hyalibasis
Elephantomyia hyalibasis là một loài ruồi trong họ Limoniidae. Chúng phân bố ở miền Australasia.